# Município de Laurel (condado de Hocking, Ohio)
O município de Laurel (em inglês: Laurel Township) é um município localizado no condado de Hocking no estado estadounidense de Ohio. No ano de 2010 tinha uma população de 1.166 habitantes e uma densidade populacional de 11,74 pessoas por km².

## Geografia
O município de Laurel encontra-se localizado nas coordenadas 39° 30′ 08″ N, 82° 34′ 32″ O. Segundo a Departamento do Censo dos Estados Unidos, o município tem uma superfície total de 99.31 km², da qual 99,22 km² correspondem a terra firme e (0,09 %) 0,09 km² é água.

## Demografia
Segundo o censo de 2010, tinha 1.166 habitantes residindo no município de Laurel. A densidade populacional era de 11,74 hab./km². Dos 1.166 habitantes, o município de Laurel estava composto pelo 99,23 % brancos, o 0,09 % eram amerindios, o 0,09 % eram asiáticos e o 0,6 % eram de uma mistura de raças. Do total da população o 0,69 % eram hispanos ou latinos de qualquer raça.